# Poicephalus meyeri
Poicephalus meyeri là một loài chim trong họ Psittacidae.